# سينثياستس
السينثياستس (Cynthiacetus) هو جنس منقرض من باسيلوصوريات الحيتان المبكرة التي عاشت خلال الإيوسين المتأخر (مرحلتي البارتوني والبريابوني)، تم العثور على العينات في جنوب شرق الولايات المتحدة ومصر وبيرو.